# Barasidlahalli, Chiknayakanhalli
Barasidlahalli là một làng thuộc tehsil Chiknayakanhalli, huyện Tumkur, bang Karnataka, Ấn Độ.